# Championnat des Pays-Bas féminin de football 2024-2025
Navigation
saison 2023-2024 saison 2025-2026
Le championnat des Pays-Bas de football féminin 2024-2025 est la dix-huitième saison du championnat des Pays-Bas de football féminin. Le FC Twente défend son titre. Les deux premières du championnats sont qualifiées pour la Ligue des champions féminine de l'UEFA 2025-2026 et pour la première fois, la troisième équipe du championnat est qualifiée pour la nouvelle Coupe Europa féminine de l'UEFA.
Le FC Twente et le PSV Eindhoven sont à égalité de points avant la dernière journée du championnat. Mené à la mi-temps, Twente bat finalement l'AZ Alkmaar grâce à un but à 7 minutes de la fin, et remporte son dixième titre de champion des Pays-Bas. À la fin de la saison, le Fortuna Sittard annonce qu'il dissout sa section féminine pour raisons financières. Le Telstar devrait lui céder sa place à un nouveau club entièrement féminin, le Hera United.

## Format
Les équipes se rencontrent deux fois dans une poule unique.

## Participants
| Club            | Ville      | Stade                    | 2023-2024 |
| --------------- | ---------- | ------------------------ | --------- |
| ADO La Haye     | La Haye    | Stade Cars Jeans         | 5e        |
| Ajax Amsterdam  | Amsterdam  | De Toekomst              | 2e        |
| AZ Alkmaar      | Alkmaar    | AFAS Stadion             | 9e        |
| Excelsior       | Rotterdam  | Stade Van Donge & De Roo | 12e       |
| Feyenoord       | Rotterdam  | Sportcomplex Varkenoord  | 8e        |
| Fortuna Sittard | Sittard    | Stade de Fortuna Sittard | 4e        |
| SC Heerenveen   | Heerenveen | Sportpark Skoatterwâld   | 10e       |
| PEC Zwolle      | Zwolle     | MAC³PARK Stadion         | 6e        |
| PSV             | Eindhoven  | De Herdgang              | 3e        |
| Telstar         | Velsen     | Sportpark Schoonenberg   | 11e       |
| FC Twente       | Enschede   | De Grolsch Veste         | 1er       |
| FC Utrecht      | Utrecht    | Stade de Galgenwaard     | 7e        |

| \| La Haye Ajax AZ Excelsior Feyenoord Fortuna Heerenveen Zwolle PSV Telstar Twente Utrecht \| Localisation des clubs engagés dans le championnat. |
| La Haye Ajax AZ Excelsior Feyenoord Fortuna Heerenveen Zwolle PSV Telstar Twente Utrecht                                                           |

## Compétition
| Rang | Équipe              | Pts | J  | G  | N | P  | Bp | Bc | Diff |
| ---- | ------------------- | --- | -- | -- | - | -- | -- | -- | ---- |
| 1    | FC Twente T C S     | 57  | 22 | 18 | 3 | 1  | 69 | 19 | +50  |
| 2    | PSV Eindhoven       | 57  | 22 | 18 | 3 | 1  | 58 | 13 | +45  |
| 3    | Ajax Amsterdam      | 53  | 22 | 17 | 2 | 3  | 57 | 22 | +35  |
| 4    | FC Utrecht          | 40  | 22 | 12 | 4 | 6  | 39 | 22 | +17  |
| 5    | Feyenoord Rotterdam | 38  | 22 | 12 | 2 | 8  | 55 | 29 | +26  |
| 6    | AZ Alkmaar          | 36  | 22 | 11 | 3 | 8  | 40 | 31 | +9   |
| 7    | ADO La Haye         | 21  | 22 | 5  | 6 | 11 | 25 | 43 | -18  |
| 8    | Fortuna Sittard     | 20  | 22 | 5  | 5 | 12 | 20 | 42 | -22  |
| 9    | SC Heerenveen       | 15  | 22 | 4  | 3 | 15 | 24 | 48 | -24  |
| 10   | PEC Zwolle          | 14  | 22 | 3  | 5 | 14 | 15 | 44 | -29  |
| 11   | VVK/Telstar         | 11  | 22 | 2  | 5 | 15 | 22 | 59 | -37  |
| 12   | Excelsior           | 10  | 22 | 1  | 7 | 14 | 16 | 68 | -52  |

Légende
- Qualification pour le deuxième tour de qualification de la Ligue des champions féminine de l'UEFA 2025-2026
- Qualification pour le premier tour de qualification de la Coupe Europa féminine de l'UEFA 2025-2026

Abréviations
- T : Tenant du titre
- C : Vainqueur de la Coupe des Pays-Bas 2024-2025
- S : Vainqueur de la Supercoupe des Pays-Bas 2024

## Statistiques
|    | Joueuse                 | Club      | Buts |
| -- | ----------------------- | --------- | ---- |
| 1. | Jaimy Ravensbergen (en) | FC Twente | 23   |
| 2. | Danique Tolhoek (en)    | Ajax      | 19   |
| 3. | Ella Van Kerkhoven      | Feyenoord | 13   |
| 4. | Tiny Hoekstra (en)      | Ajax      | 11   |
| 4. | Renate Jansen           | PSV       | 11   |
| 4. | Desiree van Lunteren    | AZ        | 11   |